# 構造化学
構造化学（こうぞうかがく、Structural Chemistry）とは、物理化学の一分野で、物質を構成する、分子構造あるいは結晶構造を理論的に研究する学問であり、物理化学のなかでは非常に大きな分野を占める。
物質を構成する原子・イオン・分子の原子核と電子の挙動が、分子構造あるいは結晶構造を規定していると考えられることから、構造化学では物質の構造と原子核と電子の物理的性質との間の諸法則について理論的な研究を行う。原子核と電子の挙動は量子力学で説明付けられることから、構造化学の基盤の一つとして量子化学が位置づけられる。
方法論的には、構造化学はX線回折，電子線回折，中性子線回折，紫外・可視・近赤外分光，赤外分光，マイクロ波分光、核磁気共鳴吸収あるいは電子スピン共鳴吸収などにおいて観測対象の構造に起因する変化や相違を物理理論で説明づけることがこの学問の1つの目的となる。
また構造化学で得られた知見は構造解析に役立てることが可能であるから、逆の見方をすれば構造解析の手法の開発も構造化学の目的の一つとなる。そういった意味では、有機化学や錯体化学への寄与は大きいものがある。
また、計算機化学の発達とあいまって、構造化学の成果は、蛋白質の高次構造から液晶の物性まで、種々の物質の性質を予測あるいは設計することを可能にした。すなわち、構造化学に基づく予測は、分子生物学、薬学、電子工学、天文学などの進歩にも大きく貢献している。